# Soberano Jiu Liu
Jiu Liu Overlord (chinês: 九流霸主, pinyin: Jiǔ liú bàzhǔ), ou Soberano Jiu Liu, é uma série de televisão chinesa de romance histórico da Dinastia Tang, produzido pela Tencent Video. durante os meses de outubro e novembro de 2020, estrelado por Leon Lai Yi, Bai Lu e Alen Feng.No Brasil e Portugal, é disponibilizada pelo serviço de streaming Rakuten Viki.

## Sinopse
No fim do período da Dinastia Tang (618-907 d.C), após a Rebelião de An Lushuan, que dividiu o país entre líderes militares, a divisão de classes estigmatiza as pessoas. Li Qing Liu (Leon Lai Yi) é um rico empresário da seda na Cidade do Norte, enquanto Long Aoyi (Bai Lu) é a líder de uma gangue na Cidade do Sul. Os dois são reconhecidos e respeitados dentre seus pares. Contudo, o roubo de um fio de seda dourado fará com que esses dois mundos colidam, gerando questionamento sobre o quanto preconcepções podem causar injustiças.

## Elenco

### Protagonistas
| Ator        | Personagem       | Introdução |
| ----------- | ---------------- | --- |
| Leon Lai Yi | Li Qingliu       | Dono da loja de tecidos refinados Nova Roda da Seda, a mais poderosa se Yincheng, e sendo o mais rico de toda Yincheng, Li Qingliu é o filho adotivo da família Li. Devido a um problema, evita a proximidade com mulheres. Descobre que gosta de Long Aoyi quando a salva. |
| Bai Lu      | Long Aoyi        | Também conhecida como Líder Long. É a nova líder do Bando Dragão do Bambu. Órfã, foi criada pela irmã Feng, no Pavilhão Wuyun após a morte de seu pai. Decide entrar na Nova Rota da Seda para descobrir sobre o roubo do fio dourado e quem matou um membro de seu bando. |
| Alen Fang   | Príncipe Zhao Li | Sexto Príncipe, chamado de Senhor Zhao Hongjin quando disfarça seu status. É filho do Imperador com a Concubina De. Se encanta por Long Aoyi na primeira vez que a vê. Vem a Província de Jiannan para investigar problemas de corrupção. Deseja que os comerciantes de Yincheng aceitem o capital público (um empréstimo),mesmo sem necessidade, fazendo com que o governo tenha controle sobre as lojas. |

### Elenco de apoio

#### Yincheng e Nancheng
Yincheng se situa no Domínio de Defesa de Jiannan-Xichuan, sendo reconhecida pela produção de seda. 
Dividida pela Torre Wanhua entre Cidade do Norte (militares de alto escalão, nobres e mercadores abastados) e Cidade do Sul (plebeus e criminosos), marcando o limite entre os localidades designadas às classes alta e baixa, constantemente em disputa.
Na Cidade do Sul, o Bando Dragão do Bambu é responsável pelas bebidas, comida e atrações, enquanto o Bando da Serpente é responsável pelas atividades com jogos, venda de tabaco e, desviando das atividades relegadas aos plebeus (criação de bichos da seda e amoras), o fornecimento de seda para as classes altas. Em um jogo, o Bando Dragão do Bambu toma o negócio de fornecimento de seda do Bando da Serpente. Como vingança pela perda de seu principal negócio, o líder do Bando da Serpente tenta incriminar o Bando Dragão do Bambu pelo roubo do fio dourado.
| Ator                      | Personagem           | Introdução |
| Nova Rota da Seda         | Nova Rota da Seda    | Nova Rota da Seda |
| ------------------------- | -------------------- | --- |
| Zhai Zi Lu                | Yan Bin              | Administrador da Nova Rota da Seda. Acaba se aproximando de Xiao Jin. |
|                           | Ama de Leite         | Ama de leite de Li Qingliu que o criou como mãe depois que a Família Li faleceu. Assim que Long Aoyi entra na Nova Rota da Seda, Qingliu a coloca junto da Ama sabendo que Long Aoyi respeita os mais velhos.                                                                          |
|                           | Li Jun'er            | Funcionária da Nova Rota da Seda. Responsável pelas chaves que abrem as caixas dos fios dourados.É a namorada de Shui Sheng. |
|                           | Qi Honghua           | Tecelã na Nova Rota da Seda. Namora Qi Zheng. |
|                           | Dong Zi              | Tesoureiro da Nova Rota da Seda. Acaba morrendo em uma queda quando perseguido por Li Qingliu e Long Aoyi quando estes descobrem que ele estava envolvido no roubo do fio dourado. |
|                           | Shui Sheng           | Gerente da Nova Rota da Seda. É o namorado secreto de Li Jun'er. Por saber o horário de entrega dos fios dourados, Long Aoyi e Li Qingliu pensam que ele pode ser um espião dentro da Nova Rota da Seda.                                                                               |
|                           | Qi Zheng             | Gerente da Nova Rota da Seda. |
|                           | Gerente Li           | |
| Bando Dragão do Bambu     |                      | |
|                           | Segundo Mestre Jun   | Líder Adjunto do Bando Dragão do Bambu. |
|                           | Xiao Jin             | Dama de companhia de Long Aoyi. Começa a gostar de Yan Bin quando percebe o interesse mútuo por literatura. |
|                           | Irmã Feng            | Dona do Pavilhão Wuyun (um bordel) e mestre de Long Ao Yi. Criou Long Aoyi e Xiao Jin, mas não permite que as tratem como cortesãs. |
|                           | Ancião Tan           | Arrombador de fechaduras. |
|                           | Senhorita Miaoyue    | Cortesã do Pavilhão Wuyun. |
|                           | Senhorita Jianan     | Cortesã do Pavilhão Wuyun. |
|                           | Qeng Zi              | Membro do Bando Dragão do Bambu. Narrador de histórias. |
|                           | Deng Dachun          | Membro desaparecido do Bando Dragão do Bambu. Trabalha para o líder do Bando da Serpente para incriminar Long Aoyi pelo roubo do fio dourado. É morto para não confessar. Seus assassinos fazem com que pareça um suicídio.                                                            |
|                           | Heipang              | Membro do Bando Dragão do Bambu. |
|                           | Shouhou              | Membro do Bando Dragão do Bambu. |
| Bando da Serpente         |                      | |
| Sun Yi Fan                | Qi Yan               | Líder do Bando da Serpente.Viciado em apostas, não gosta de ser chamado de covarde. |
|                           | Mestre Shi           | Braço direito de Qi Yan no Bando da Serpente. É ele quem age para incriminar Long Aoyi pelo roubo do fio dourado. |
|                           | Zhang Liulang        | Carcereiro na prisão onde Long Aoyi e Li Qingliu estão presos após o incidente com o Príncipe Zhao. A mando do Líder Qi, tenta matar a Líder Long, sendo salva por seu companheiro de cela.                                                                                            |
| Mansão Du                 |                      | |
|                           | Du Chan Feng         | Governante da Província de Jiannan. Pai de Du Xiao Xian. Deseja que a filha se case com o Príncipe Zhao. |
| Xu Mu Chan                | Du Xiao Xian         | Responsável pelos assuntos financeiros da Nova Rota da Seda. É apaixonada desde a infância por Li Qingliu. |
|                           | Wu Lin               | Guarda do Palácio Real e assistente direto do Príncipe Zhao |
| Nobres, Oficiais & Outros |                      | |
|                           | Ministro Zhu         | Enquanto Li Qing Liu depois do incidente com o Príncipe Zhao, é o Ministro Zhu quem tenta convencer Li Qingliu a ceder suas mercadorias retidas na alfandega como um presente ao Império para amenizar a situação.                                                                     |
|                           | Magistrado           | Prende Bai Xiaoshan no momento quem Príncipe Zhao descobre o envolvimento do oficial em corrupção. |
|                           | Chefe Dong           | Um homem que guarda ressentimentos de Li Qingliu. Tenta se aproveitar de Du Xiao Xian sabendo que a Nova Rota da Seda precisa de um novo suprimento de fios dourados. |
|                           | Oficial Bai Xiaoshan | Oficial corrupto da Secretaria de Sal e Ferro. Ligado ao Bando da Serpente. O Príncipe Zhao o vê em uma mesa de apostas e desconfia do valor alto em jogo, desconfiando de corrupção. Príncipe Zhao descobre que o Oficial Bai está extorquindo dinheiro de impostos dos comerciantes. |
|                           | Chefe Chen           | Mercador convidado à corrida promovida pela Nova Rota da Seda. |
|                           | Chefe Dong           | Mercador convidado à corrida promovida pela Nova Rota da Seda. |
|                           | Chefe Ling           | Mercador convidado à corrida promovida pela Nova Rota da Seda. |
|                           | Chefe Li             | Mercador convidado à corrida promovida pela Nova Rota da Seda. |

## Nome
Em chinês, 九流 (pinyin: Jiǔ liú), refere-se as Nove Escolas Filosóficas pré Dinastia Qin dentre as Cem escolas de pensamento, onde estão inclusos o Confucionismo, Taoismo e o Moísmo, por exemplo. Refere-se também à afluentes ou o ato de pagar tributo à alguém. Todos sentidos integrados a série. 